# Gerbillus burtoni
Gerbillus burtoni är en däggdjursart som beskrevs av F. Cuvier 1838. Gerbillus burtoni ingår i släktet Gerbillus och familjen råttdjur. IUCN kategoriserar arten globalt som otillräckligt studerad. Inga underarter finns listade i Catalogue of Life.
Arten förekommer enligt den ursprungliga beskrivningen i Sudan i regionen Darfur. Det saknas ytterligare avhandlingar som skulle bekräfta uppgiften. Inget är känt om levnadssättet.